# ドロテー・ベア
ドロテー・ベア（ドイツ語: Dorothee Bär、旧姓：マンテル/ Mantel、1978年4月19日 - ) は、ドイツ・バイエルン州バンベルク出身の政治家。キリスト教民主主義政党のキリスト教社会同盟(CSU)所属の連邦議会議員。メルツ内閣で調査・技術・宇宙大臣を務めている。
交通・デジタルインフラ担当政務次官、デジタル化担当大臣、キリスト教社会同盟(CSU)副幹事長を歴任。

## 来歴

### 学歴、職歴
1999年にバイエルン州、バンベルクにあるギムナジウム(フランツ＝ルートヴィヒ・ギムナジウム)で卒業資格試験アビトゥーアに合格。キリスト教社会同盟 (CSU)と密接な関係にあるハンス・ザイデル財団から奨学金を得て、ミュンヘン政治大学政治学科とベルリン自由大学付属オットー・ズール研究所で政治学を履修し、2005年に政治学のディプロマを授与されている。

### キリスト教社会同盟における政治経歴
ドロテー・ベアはユンゲ・ウニオン(JU)と呼ばれているキリスト教民主/社会同盟青年部に1992年学校生徒として加入し、1994年にキリスト教社会同盟(CSU)にも入党している。1999年から2009年まで彼女はユンゲ・ウニオン(JU) ウンターフランケン支部指導部に属しており、2001年から支部副代表を務めていた。さらに、2001年から2003年までドロテー・ベアはキリスト教民主学生連盟のバイエルン州支部代表を務めていた。彼女は2001年以降キリスト教社会同盟本部役員会入りしている。2003年から2007年までユンゲ・ウニオン(JU)バイエルン州支部副代表であった。2007年、ドロテー・ベアは 婦人部(FU)ハースベルゲ郡の副代表に就任し、2008年11月にユンゲ・ウニオン(JU)全国指導部副代表に選出された。彼女は4人の副代表の中で最高得票を得ての就任だった。
2009年2月にドロテー・ベアはキリスト教社会同盟(CSU)副幹事長に就任した。2010年以降、キリスト教社会同盟(CSU)インターネット協議会委員長、2011年以降CSUnet代表。さらに、2011年、キリスト教社会同盟(CSU)ウンターフランケン行政管区支部副代表に就任している 。政治家のツイッター活用において関する新たな研究において、フォロワーたちとの意思疎通に関して優れている政治家の一人であると評価が成されている。

### 議員歴
2002年10月17日から2005年10月17日まで、ドロテー・ベアはキリスト教社会同盟(CSU)の比例選出議員名簿によってドイツ連邦議会議員になった。2005年ドイツ連邦議会選挙に際して比例選出議員名簿の8番目に載っていたが、名簿での当選者は2名に過ぎなかったので再選に失敗した。2005年11月23日にギュンター・ベックシュタインが連邦議会から離れることになり、その議席を彼女が引き継ぐことで連邦議会議員の地位を維持した。2009年9月27日におこなわれた2009年ドイツ連邦議会選挙においてドロテー・ベアは選挙区で当選者(直接議席当選者)を決める第1票段階で当選を決めている。彼女はバイエルン州ウンターフランケン行政管区バート・キッシンゲン郡、レーン・グラーブフェルト郡、ハースベルゲ郡のドイツ連邦議会第248選挙区から選ばれている。ドイツ連邦議会第17会期において、彼女はキリスト教民主/社会同盟会派の家族、老人、女性、青少年問題に関する広報担当になり、連邦議会内の家族、老人、女性、青少年問題委員会においてドイツ社会民主党 (SPD)や同盟90/緑の党 (B90/G）、 左翼党（Die Linke）の議員たちと対峙して論戦の中心を担っている。加えて、文化とメディア委員会にも属し、さらに厚生委員会副委員長も務めている。
2008年5月1日以降、ドロテー・ベアは)ハースベルゲ郡議会議員に選出されている。

## 公職
ドロテー・ベアは政治教育に関する連邦センター理事であり、映画支援機構の理事でもある。彼女はドイツ映画賞の事前審査委員、ドイチェ・ヴェレ理事会副会長にも就任している。

## 所属団体
ドロテー・ベアはバート・キッシンゲン、レーン・グラーブフェルト、ハースベルゲ郡、および連邦レベルの様々な団体、連盟組織で活動している。2005年5月から2009年5月までドイツ赤十字社の水難救助、護衛団体であるヴァッサーヴァハト（ライフガードと同様な活動を行う）ウンターフランケン行政管区支部の副委員長であった

## 人物
ドロテー・ベアはローマ・カトリック教会信徒である。2006年にオリバー・ベアと結婚。二人の娘（2006年と2011年）と一人の息子（2012年生れ）の母である。